# فرودگاه کونو لوالدیگی
فرودگاه کونو لوالدیگی (به انگلیسی: Cuneo Levaldigi Airport) (به زبان بومی: Aeroporto di Torino-Cuneo Levaldigi) یک فرودگاه همگانی با کد یاتا CUF است که یک باند فرود آسفالت دارد و طول باند آن ۲۱۰۴ متر است. این فرودگاه در شهر تورین کشور ایتالیا قرار دارد و در ارتفاع ۳۸۶ متری از سطح دریا واقع شده‌است.

## شرکت‌های هواپیمایی و مقصدهای پروازی
| شرکت‌های هواپیمایی | مقصدهای پروازی                        |
| ----------------- | ------------------------------------- |
| ایجین ایرلاینز    | چارتر فصلی: رود                       |
| ایر عربیا مغرب    | محمد پنجم                             |
| میسترال ایر       | مادر ترزای تیرانا فصلی: فرتیلیا، باری |
| رایان‌ایر          | کگلیاری-الماس فصلی: تراپانی-بیرجی     |
| TUI fly Belgium   | مراکش-منارا                           |